# Makhmal Kūh
Makhmal Kūh (persiska: Kūh-e Kamar Sīāh, Kūh-e Kamar-e Sīāh, كوه كمر سياه, مخمل کوه, کمر سیاه, کوه مخمل کوه) är en bergskedja i Iran.   Den ligger i provinsen Lorestan, i den västra delen av landet, 400 km sydväst om huvudstaden Teheran.